# Tommaso Traversa
Tommaso Traversa (Torino, 4 agosto 1990) è un hockeista su ghiaccio italiano, milita come attaccante nell'Hockey Club Merano, squadra della Alps Hockey League.

## Biografia
Traversa nacque a Torino da Patrizia Kabakcieff e Massimo Traversa rispettivamente presidente e vicepresidente del Real Torino Hockey Club.

## Carriera

### Club
Tommaso Traversa iniziò a muovere i primi passi sul ghiaccio nel Real Torino Hockey Club giocando nelle serie giovanili. Approdò nel campionato 2006-2007 in Serie A2  giocando 15 partite su 38 con l'HC Valpellice  e l'anno dopo come titolare nell'All Star Piemonte sempre in Serie A2.
Dopo il forfait nel 2008 dell'All Strar Piemonte, si trasferì al Real Torino dove disputò le stagioni 2008-2009 e 2009-2010.
Nel 2010 superò il provino con gli Bay State Breakers , nel campionato americano giovanile Eastern Junior Hockey League (EJHL), entrando a far parte della squadra per una stagione.
Dal 2011 al 2015 vestì la casacca dell'Hobart College nel campionato NCAA .
Nel 2016 iniziò la stagione in Gran Bretagna nell'Elite Ice Hockey League con i Dundee Stars. Il 17 ottobre 2016 l'allenatore Marc Lefebvre, con un comunicato della società, ne annunciò l'esclusione dalla rosa a causa dei risultati non ritenuti sufficienti.
Il 20 ottobre 2016 venne ingaggiato dal Ritten Sport, squadra iscritta alla neonata Alps Hockey League.
Dopo due stagioni al Renon, durante le quali la squadra vinse due titoli italiani e la Alps Hockey League 2016-2017 oltre al secondo posto della stagione successiva, firmò per un'altra squadra altoatesina, l'Hockey Club Val Pusteria.

### Nazionale
Traversa disputò un campionato del mondo di hockey su ghiaccio Under-18 e tre campionati del mondo di hockey su ghiaccio Under-20.
L'esordio ufficiale con la Nazionale maggiore avvenne nel dicembre 2010 in un match amichevole contro la Francia. Nel 2013 partecipò alle Universiadi del Trentino, chiuse al sesto posto. Nel 2015 prese parte al mondiale di Prima Divisione disputatosi in Polonia.

## Palmarès

### Club
- Campionato italiano: 3

Renon: 2016-2017, 2017-2018
Cortina: 2022-2023
- Supercoppa italiana: 2

Renon: 2017
Cortina: 2023
- Alps Hockey League: 1

Renon: 2016-2017

### Nazionale
- Campionato mondiale di hockey su ghiaccio Under-20 - Seconda Divisione: 1

Italia 2008

### Individuale
- Capocannoniere del Campionato mondiale di hockey su ghiaccio Under-18 - Prima Divisione: 1

Lettonia 2008 (8 punti)
- Maggior numero di assist nel Campionato mondiale di hockey su ghiaccio Under-18 - Prima Divisione: 1

Lettonia 2008 (7 assist)
- Maggior numero di assist della Serie A: 1

2022-2023 (3 assist)
- Giocatore con più minuti di penalità della Campionato mondiale di hockey su ghiaccio - Prima Divisione Gruppo A: 1

Gran Bretagna 2023 (29 minuti)